# Trojan Records
Trojan Records es un sello discográfico británico fundado en 1968. Se especializa en ska, skinhead reggae, reggae y dub. Pertenece al grupo Sanctuary Records. El nombre Trojan viene del camión utilizado para transportar en Jamaica el sound system de Duke Reid. El camión llevaba un emblema pintado en los lados que rezaba "Duke Reid - The Trojan King of Sounds", y la música que Reid ponía en este sound system se llegó a conocer como Trojan Sound. En el año, 1974 se asocia con la multinacionaL discográfica jamaicana Planet Music International.

## Historia
Trojan Records fue fundado en 1968 por Lee Gopthal, quien había llevado previamente una tienda de discos llamada Musicland, y anteriormente había colaborado con Chris Blackwell de Island Records en la venta por correo. Hacia 1970, los artistas que publicaban en Trojan Records y que habían alcanzado el éxito en las listas incluían a los Upsetters de Lee Perry, Bob & Marcia, The Cimarons, Desmond Dekker, Bruce Ruffin, Nicky Thomas y Dave and Ansell Collins. La principal función de Trojan no era desarrollar nuevos artistas, sino servir como un sello hermano para Island Records. El éxito económico lo trajo la publicación de música jamaicana ofrecida por productores como Duke Reid, Byron Lee y Leslie Kong, en una serie de recopilatorios de precio popular entre los que estaban  Tighten Up, Club Reggae y Reggae Chartbusters. La música era especialmente popular entre diferentes subculturas de jóvenes de Gran Bretaña, como los mods, los skinheads y los suedeheads.
En 1972 Island Records canceló su acuerdo con Trojan Records. En la misma época comenzó a declinar el interés de los jóvenes ingleses por la música de Jamaica, quienes comenzaron a interesarse por otros géneros, en especial los que tenían letras rastafaris y tempos más lentos. En 1974, Trojan trataba de acercarse hacia una forma de reggae más cercana al gusto inglés a través de la remasterización y el overdubbing de los arreglos de cuerda de las grabaciones originales. También pasaron a contar con más artistas de reggae británicos, como Symarip y Greyhound. No obstante, el sello seguía estando fuera de los gustos de la audiencia inglesa, especialmente en relación con los sonidos rasta y lovers rock. Entre 1974 y 1975 se llevó a cabo la compra de Trojan por Saga, una empresa dedicada a la venta de LP baratos.
En 1985, Colin Newman compró Trojan Records a Marcel Rodd, el CEO de Saga. Hacia finales de los años 1980, Trojan pasó a centrarse en desenterrar y compilar producciones de ska, rocksteady y reggae, reeditándolas de nuevo por primera vez en 25 años. Después comenzaron la popular serie Trojan Box Set, que solía contener 50 canciones en 3 CD (o discos de vinilo) dentro de una sencilla caja de cartón. En 2001, el grupo Sanctuary Records compró Trojan Records. En junio de 2007, Universal Music compró Sanctuary Records.

## Influencia sobre los skinheads
Existe un tipo de skinhead conocido como Trojan skinhead o traditional skinhead, muy influenciado por la cultura skinhead tradicional de los años 1960, cuya denominación deriva del sello Trojan Records para remarcar la influencia de la música jamaicana negra y del estilo rude boy dentro de la subcultura skinhead. Esta designación enfatiza las diferencias respecto tanto de los skinheads de los años 1980, más influidos por el punk rock y el Oi!, como sobre todo de los skinheads nazis. El logo de los Skinheads Against Racial Prejudice (SHARP) está basado en el logo de Trojan Records, aunque el casco aparece en la dirección contraria.

## Subsellos
| - Amalgamated - Attack - Big - Big Shot - Blue Cat - Bread - Clandisc - Down Town - Duke - Dynamic - Explosion - Gayfeet - GG - Green Door | - Harry J - High Note - Horse - Hot Rod - Jackpot - Joe - Kangrejoz - Moodisc - Pressure Beat - Randy's - Smash - Song Bird - Summit - Techniques - Treasure Isle |